# El balcón de la luna
El balcón de la luna és una pel·lícula musical espanyola de 1962, dirigida per Luis Saslavsky i escrita per Jorge Feliu i José María Font. El seu fracàs crític i comercial va il·lustrar la popularitat decreixent del musical andalús, un dels gèneres espanyols més populars dels anys cinquanta.

## Intèrprets principals
- Carmen Sevilla: Charo Ríos.[2]
- Lola Flores: Cora Benamejí.
- Paquita Rico: Pilar Moreno.
- Leo Anchóriz
- Paloma Valdés
- María Asquerino: Amparo
- Manuel Monroy
- Manuel Zarzo

## Argument
Charo, Cora i Pili són tres noies que canten en un local de varietats anomenat El balcó de la lluna. La pel·lícula ens conta els tres diferents destins que sofreixen les tres al llarg dels quals seran els seus últims mesos en el local.

## Temes musicals
- Ay, qué calor: interpretada per Paquita Rico, Lola Flores i Carmen Sevilla
- A tu vera: interpretada per Lola Flores[3][4][5]
- El beso: interpretada per Paquita Rico
- Con el carambí: interpretada por Paquita Rico, Lola Flores i Carmen Sevilla
- Otra vez: interpretada per Carmen Sevilla
- Doña Carlota: interpretada per Lola Flores
- Adiós marinero: interpretada per Paquita Rico
- Guitarras en la noche: interpretada per Carmen Sevilla

## Curiositats
- Les tres protagonistes eren les tres estrelles més importants del moment, i els productors no sabien a qui col·locar en primer lloc en els títols de crèdit. La solució va ser col·locar els seus noms girant en forma d'aspes de molí.
- Segons la premissa anterior, es va equilibrar al màxim la quantitat de números musicals per a les protagonistes, cadascuna va interpretar dues cançons en solitari, més dues cançons interpretades per les tres.
- Un dels majors èxits de Lola Flores, A tu vera va ser interpretat per primera vegada per la cantant en aquesta pel·lícula..